# Església Ortodoxa Siríaca
L'Església Ortodoxa Siríaca és una de les esglésies ortodoxes orientals, que van rebutjar el Concili de Calcedònia el 451. També ha estat anomenada l'església Jacobita, per la figura del monjo Jacob Baradeu, impulsor de l'Església el segle vi. És una de les esglésies que reclama el títol de Patriarca d'Antioquia. El primat de l'església és el Patriarca Ortodox Siri d'Antioquia, amb seu a Damasc. L'Església té al voltant de 26 diòcesis i 11 vicariats. El siríac, una branca oriental de l'arameu, n'és la llengua principal, i la versió de la Bíblia que utilitza aquesta església, la Peshitta, n'és una traducció directa de l'hebreu (Antic Testament) i el grec (Nou Testament). També s'utilitzen les diferents llengües locals de cada comunitat. A banda de Síria, té fidels al Líban, Palestina, Turquia, Jordània, l'Iraq, Kuwait, Iran, els Estats del Golf Pèrsic i l'Índia. Van mantenir la seva tradició litúrgica en siríac, 

## Història
Segons la tradició, l'Església siríaca és hereva d'una de les comunitats cristianes més antigues, establerta a Antioquia per l'apòstol Sant Pere, que és considerat el primer bisbe del Patriarcat d'Antioquia. Segons els Fets dels Apòstols (11,26), fou a Antioquia on els deixebles de Crist foren anomenats cristians per primer cop.Eudias i Ignasi succeïren Sant Pere com a bisbes, morint ambdós durant les persecucions romanes. Des d'aleshores, gairebé tots els patriarques siríacs accedeixen al títol amb el primer nom d'Ignasi. Fins que rebutjà les conclusions de Concili de Calcedònia, el 451, l'Església Siríaca havia format part de la pentarquia d'esglésies cristianes, participant decisivament en els consicilis de Nicea, Constantinoble i Efes. Les autoritats romanes d'Orient imposaren les decisions de Calcedònia, i els monofisites dissidents es van refugiar a zones desèrtiques sirianes i àrabs, així com a territoris del veí Imperi Sassànida.
A mitjans del segle vi apareix la figura del bisbe monofisita Jacob Baradeu (després bisbe d'Edesa), qui, enviat a Síria en secret per l'emperadriu Teodora (que afavoria la seva causa), va reorganitzar i donar impuls a una església que ja es pot considerar l'Església Ortodoxa Siríaca. Va ser Baradeu qui nomenà Sergi com a primer patriarca ortodox siríac el 544, fent així definitiu el cisma amb el patriarca grec ortodox. Des d'aleshores també s'ha conegut l'església com a jacobita.
Durant el segle vii, la conquesta àrab va acabar amb la persecució romana d'Orient i va afavorir el creixement de l'església. A l'edat mitjana va posseir escoles de teologia, filosofia, història i ciències. Disposava de 20 seus metropolitanes, i 103 diòcesi que s'estenien fins a l'Afganistan, així com comunitats sense bisbes al Turquestan i a l'actual província xinesa de Xinjiang. Les invasions mongoles de Síria a partir del segle xiii, i especialment l'atac de Tamerlà el 1399, van suposar la destrucció de temples i monestirs, i la dispersió de les comunitats existents va reduir el nombre de fidels.
Amb l'inici de la Primera Guerra Mundial s'inicià la persecució de l'Imperi Otomà. El 1924 el Patriarcat es traslladà des del monestir de Der ez-Za´(que n'era la seu des de l'any 1293) fins a Homs, i l'any 1959 a Damasc.

## Patriarques
- Sever I (512-538) (deposat per l'emperador Justí el 518; exiliat a Egipte, reconegut per molts siríacs com el patriarca legítim fins a la seva mort el 538)
- vacant (538-544)
- Sergi de Tella (544-546)
- vacant (546-550)
- Pau II (550-575)
- vacant (575-581)
- Pere III (581-591)
- Julià I (591-595)
- Atanasi I Gammolo (595-631)
- Joan II (631-648)
- Teodor (649-667)
- Sever II bar Masqeh (667-681)
- Atanasi II (683-686)
- Julià II (686-708)
- Elies I (709-723)
- Atanasi III (724-740)
- Iwanis I (740-754)
- Euwanis I (754-?)
- Atanasi al-Sandali (?-758)
- Jordi I (758-790)
- Josep (790-792)
- Quirze de Takrit (793-817)
- Dionisi I de Tellmahreh (817-845)
- Joan III (846-873)
- Ignasi I (5 de juny 878- 26 de març 883)
- Teodosi Romanos de Takrit (887-896)
- Dionisi II (897-909)
- Joan IV Qurzahli (910-922)
- Basili I (Baselius) (923-935)
- Joan V (936-953)
- Iwanis II (954-957)
- Dionisi III (958-961)
- Abraham I (962-963)
- Joan VI Sarigta (965-985)
- Atanasi IV de Salah (986-1002)
- Joan VII bar Abdun (1004-1033)
- Dionisi IV Yahya (1034-1044)
- vacant (1044-1049)
- Joan VIII 1049 - 1057
- Atanasi V 1058 - 1063
- Joan IX bar Shushan 1063 - 1073
- Basili II 1074 - 1075
- Joan Abdun 1075 - 1077
- Dionisi V Lazaros 1077 - 1078
- Iwanis III 1080 - 1082
- Dionisi VI 1088 - 1090
- Atanasi VI bar Khamoro 1091 - 1129
- Joan X bar Mawdyono 1129 - 1137
- Atanasi VII bar Qutreh 1138 - 1166
- Miquel I el Gran 1166 - 1199
- Atanasi VIII 1200 - 1207
- Joan XI 1208 - 1220
- Ignasi II David (22 de maig de 1222 - 14 de juny de 1252)
- Joan XII bar Madani 1252 - 1263
- Ignasi III Yeshu (6 de febrer de 1264 -17 de novembre de 1282)
- Ignasi IV Philoxenos I Nemrud 1283 - 1292

### Jacobites Occidentals (Armènia i Síria)
- Constantí, metropolità de Melitene (novembre 1292-novembre 1293)
- Miquel II Barsumas, arximandrita de Gavicatha (novembre 1292 - 7 de desembre de 1312)
- Miquel III Yeshu Barsusan 1312 - 1349
- Basili III Gabriel 1349 - 1387
- Filoxen II l'Escrivà 1387 - 1421
- Basili IV Shemun Manaamita 1421 - 1445

### Jacobites Orientals (a Mardin)
- Ignasi V/I Bar-Vahib (1 de gener de 1293-15 d'abril de 1332)
- Ignasi VI/II Ismaïl Almaged (1332-4 juin 1365)
- Ignasi VII/III Schahab (1365-gener de 1381)
- Ignasi VIII/III Abraham Bar-Garib 1381-1412
- Ignasi IX/V Behnam al-Hadli (1412-1455)
- Ignasi X/VI Khalaf (25 de maig de 1455-1484)
- Ignasi XI/VII Joan XIII Bar Sila (1483-setembre 1493)
- Ignasi Jesús, pretendent 1484- ?
- Ignasi XII/VIII Nuh du Liban (1493 - 28 de juliol de 1509)

### Jacobites Orientals (a Tur Abdin)
- Ignasi I Saba de Salacha (6 d'agost de 1364-1390)
- Ignasi II Josué Bar-Muta (1390 - 1412) mort el 1421
- Ignasi III Masud (1412 - 1420)
- Ignasi IV Henoch (1421 - 1446)
- Ignasi V Coumas Philoxenus (1446 - 1455)
- Ignasi VI Josué Basile (1455 - 1466)
- Ignasi VII Aziz Bar-Sabta (1456 - 1489)
- Joan Bar-Couphar (1489- 22 de febrer de 1493)
- Schaba, pretendent (1489 - ?)
- Ignasi VIII Masud (1493- abdica el 1495)

### Reunificació
- Ignasi Yeshu Ier 1509 - 1512
- Ignasi Jacob I 1512 - 1517
- Ignasi David I 1517 - 1520
- Ignasi Abd-Al·lah I 1520 - 1557
- Ignasi Nimat-Al·lah I 1557 - 1576
- Ignasi David II Shah 1576 - 1591
- Ignasi Pilats I 1591 - 1597
- Ignasi Hadayat Allah (1597-1639)
- Ignasi Simó I (1640-1659)
- Ignasi Yeshu II Qamsheh (1659-1662)
- Ignasi Abd-al-Massih I (1662-1686)
- Ignasi Jordi II (1687-1708)
- Ignasi Isaac Azar (1709-1722)
- Ignasi Xukr-Al·lah II (1722-1745)
- Ignasi Jordi III (1745-1768)
- Ignasi Jordi IV (1768-1781)
- Ignasi Mateu (1782-1817)
- Ignasi Yunan (1817-1818)
- Ignasi Jordi V (1819-1837)
- Ignasi Elies II (1838-1847)
- Ignasi Jaume II (1847-1871)
- Ignasi Pere IV (1872-1894)
- Ignasi XXXV Abd-al-Massih II (1895-1905)
- Ignasi XXXVI Abd-Al·lah II (1906-1915)
- Ignasi XXXVII Elies III (1917-1932)
- Ignasi XXXVIII Efrem I (1933-1957)
- Ignasi XXXIX Jaume III (1957-1980)
- Ignasi XL Zakka I Iwas (1980-2014)
- Ignasi Aphrem II (2014-present)